# The Front
"The Front" är avsnitt 19 från säsong fyra av Simpsons. Avsnittet sändes på Fox i USA den 15 april 1993. I avsnittet skriver Bart och Lisa manus till The Itchy & Scratchy Show och tar hjälp av farfar. Homer och Marge har en återträff med sin årgång från high school där det avslöjas att Homer inte tog examen. Avsnittet skrevs av Adam I. Lapidus och regisserades av Rich Moore. Avsnittet är det enda som Lapidus skrivit för serien. Brooke Shields gästskådespelar som sig själv.

## Handling
Bart och Lisa är besviken på ett nytt avsnitt av Itchy & Scratchy och bestämmer sig att skriva ett eget avsnitt. Efter att de sett Homer råka klippa av Marges hår med häcksaxen bestämmer de sig för att skriva ett avsnitt som utspelar sig i en frisersalong. De skickar in manuset till produktionsbolaget som avvisar dem. Bart och Lisa tror att det avvisades för de är barn och besöker farfar för att få reda på hans namn och skicka in manuset på nytt under hans namn. Manuset gillas nu av produktionen och de producerar det och farfar får en royalty check fast han inte förstår varför.
Homer och Marges gamla high school ska ha en återträff för eleverna från 1974. Under återträffen vinner Homer en massa priser men efter att rektor Dondelinger berättar att Homer inte tog någon examen tar han tillbaka priserna. Homer bestämmer sig för att klara examen för att få tillbaka sina priser.
Farfar får ett erbjudande att börja skriva manus åt serien på heltiden så Bart och Lisa berättar för honom vad de gjort och de bestämmer sig för att fortsätta skriva manus och dela pengarna på tre. Itchy & Scratchy blir sen nominerad till en TV-gala där Krusty the Clown och Brooke Shields är värdarna. Farfar går dit med Bart och Lisa, under galan visar de ett klipp från serien och farfar som då ser serien för första gången blir då arg över den våldsamma humorn i serien och efter att serien vinner och han får komma upp på scenen börjar han klaga på serien i sitt tacktal. Tacktalet gillas inte av publiken som blir arga på dem och deras karriär som manusförfattare avslutas. Homer fixar kursen han misslyckades i och Marge blir glad över det för nu har inget att skämmas över då han träffar skolkamraterna igen. Därefter visas ett klipp från nästa återträff, år 2024 där Homer skämmer ut sig igen, denna gång för han har en sugpropp i huvudet.
Kortfilmen "The Adventures of Ned Flanders" visas sen där Ned blir arg på sina barn för de inte vill gå till kyrkan tills de berättar för honom att det är lördag och han förstår varför de inte går.

## Produktion
Avsnittet skrevs av Adam I. Lapidus och regisserades av Rich Moore. I början av 1990-talet, såg Lapidus en nyhetssändning på TV där en nyhet var att några barn hade skrivit ett manus till sina favoritprogram, Tiny Toon Adventures. Seriens skapare Steven Spielberg gillade manuset så mycket att han bjöd in barnen till Hollywood för att ge tips till seriens författare. Lapidus ville att samma sak skulle Bart och Lisa göra för deras serie, "Itchy & Scratchy". Lapidus skickade in ett första manus till James L. Brooks som gillade avsnittet och bad Lapidus skriva ett färdigt manus. Adam I. Lapidus var inget känt namn hos fansen så hos Simpsons-forumen på Internet började det spridas att författaren var påhittad och ett pseudonym. Manuset var kort så de var tvungen att spä ut det så mycket de kan, de fick ha ett extra långt soffskämt och lägga in kortfilmen, "The Adventures of Ned Flanders". Sista delen skapade enligt Mike Reiss förvirring hos tittarna för det var något nytt och hade inget med avsnittet. Delen gjordes som en referens till Archie Comics, som ibland gjorde samma för att fylla ut sista sidan. Delen inspirerade Bill Oakley och Josh Weinstein till idén för "22 Short Films About Springfield".
Fox-censuren gillade inte två scener, den första då Bart pekar en maskingevär mot jultomten och snor hans släde. Den andra invändningen var en scen som inte ingår i det färdiga avsnittet. Det är en del av manusarbetet inför Itchy & Scratchy där en riktig katt får en dynamit i sin mun som börjar tändas. Man ser sen Bart och Lisa gå med producenten, Roger Meyers i studiokorridoren och man hör en explosion. Scenen finns med som bortklippt material på DVD-utgåvan från säsongen. Marge och Homer high schools klasskamrat Artie Ziff medverkar i avsnittet, Jon Lovitz har tidigare gjort rösten åt honom men görs i detta avsnitt av Dan Castellaneta. Rektorn fick namnet Dondelinger efter en kompis till Sam Simon.

## Kulturella referenser
Avsnittet innehåller flera referenser till animationskulturen, författarrummet i Itchy & Scratchy är baserat på Simpsons egna författarrum och författarna i rummet är karikatyrer av Simpsons författarna. På TV-galan är Matt Groening i publiken. Lisa läser boken How to Get Rich Writing Cartoons av John Swartzwelder, som även skrivit Simpsons-avsnitt. Kreditlistan av Itchy & Scratchy är delvis samma som används i Simpsons. På TV-galan ska det visas ett klipp med Ren & Stimpy men istället visas en svart skylt med texten att klippet är inte klart ännu. Detta gjordes för att seriens skapare John Kricfalusi, har attackerat serien tidigare. Dörren i animationshuset hos Itchy & Scratchy är samma som hos Disney. Vinjetten för Itchy & Scratchys produktionsbolag är en referens till TV-serier producerade av Stephen J. Cannell. Senare då Mike Reiss mötte Cannell, fick han reda på att Sannell gillade klippet. Titeln är en referens till Aldrig i livet. Författarna bestämdes sig däremot att manuset skulle inte vara en parodi på filmen. TV-galan är en parodi på Primetime Emmy Awards.

## Mottagande
Avsnittet hamnade på plats 21 över mest sedda program under veckan med en nielsen ratings på 12.5, vilket gav 11,6 miljoner hushåll och det mest sedda program på Fox under veckan. Warren Martyn och Adrian Wood har i boken I Can't Believe It's a Bigger and Better Updated Unofficial Simpsons Guide hyllat avsnittet för deras parodi på animationsindustrin. De gillar också The Adventures of Ned Flanders.